# Ratzakli
Ratzaklí (en grec : Ρατζακλί) est un petit village (67 habitants au recensement de 1991) situé à l'extrême sud de l'île de Céphalonie entre les villages de Skála et de Katelios (el). Il a été durement touché par le séisme de 1953 dont l'épicentre se trouvait au cap Moúda (en grec : ακρωτήριο Μούντα).

## Présentation
Les constructions sont dispersées sur une colline et sont essentiellement des maisons occupées pendant la période estivale.
Depuis quelques années des villas avec piscines ont été construites sur la colline qui surplombe le village et disposent d'une très belle vue sur la mer et sur l'île de Zante (en grec : Ζάκυνθος), ces villas sont proposées en locations aux touristes qui désirent passer des vacances relaxantes.
La plage qui borde le village est la plage de Kamínia (en grec : Καμίνια), grande plage de sable fin où viennent pondre chaque été des centaines de tortues caouanne (Caretta caretta). Cette plage est restée sauvage et est bordée par une dune.
Le nom de cette plage provient d'une fabrique artisanale de tuiles qui se trouvait au bord de la plage et dont les vestiges ont été aménagés avec des panneaux expliquant comment étaient fabriquées les tuiles. Pendant l'été 2015 ce site à visiter est devenu un snack-bar avec des « clubs sandwich » et de la musique anglo-saxonne.
La plage de Kaminia se poursuit sans interruption vers le sud par la plage de Mouda, la plus belle et plus grande plage naturiste de l'île.